# هربرت غوتمان
هربرت غوتمان (بالإنجليزية: Herbert Gutman)‏ هو مؤرخ أمريكي، ولد في 1928 في كوينز في الولايات المتحدة، وتوفي في 21 يوليو 1985.